# Stuart Margit francia trónörökösné
Stuart Margit (Perth, Skócia, 1424. december 25. – Châlons-en-Champagne, Franciaország, 1445. augusztus 16.), skót gaelül: Maighread Stiùbhart Nic Rìgh Sheumais I, bana-phrionnsa na h-Alba, skót (angol) nyelven: Margaret o Scotland, Dauphine o Fraunce,  Margaret Stewart of Scotland, franciául: Marguerite Stuart/Marguerite d'Écosse, Dauphine de France, latinul: Margareta Stuart Scotiae filia Iacobi Scotorum regis, Delphina Franciae, skót királyi hercegnő, Skócia prezumptív (feltételezett) trónörököse az öccse, II. Jakab trónra lépte után egy hónappal, házassága révén Franciaország trónörökösnéje (dauphine). Stuart Eleonóra tiroli grófné és Stuart Annabella hercegnő nővére, valamint Valois Magdolna magyar királyi menyasszonyjelölt sógornője, aki két éves volt, amikor Margit meghalt. A házassága a francia trónörökössel az angolok ellen létrejött francia–skót ősi szövetség (auld alliance) jegyében köttetett, de Margit korai halála miatt nem lehetett belőle francia királyné. Erre csak 100 évvel később kerülhetett sor, amikor Stuart Mária skót királynő 1559-ben Franciaország királynéja lett II. Ferenc francia király feleségeként, bár ő is csak másfél évig élvezhette ezt a pozíciót a férje halála miatt, de a házasság ekkor szintén gyerektelen maradt.

## Élete
Édesapja I. Jakab skót király, III. Róbert skót király és Annabella Drummond fia. Édesanyja Lancasteri (Beaufort) Johanna, Somerset grófnője, Lancasteri (Beaufort) Jánosnak, Somerset grófjának és Margaret Hollandnek a leányaként Genti János lancasteri herceg unokája és III. Eduárd angol király dédunokája.
Margit a francia trónörökösnek, a későbbi XI. Lajos francia királynak volt az első felesége. Margit volt szüleinek legidősebb gyermeke. Öt lánytestvére Margittal együtt a francia udvarba került. Közülük a legidősebb húga, Izabella (1426–1494/1499) I. Ferenc breton herceggel kötött házasságot 1442-ben.
A második húga, Johanna (1428 (körül)–1486) siketnéma volt, és 1445. augusztusától 1458 tavaszáig élt Franciaországban, majd visszatért Skóciába és Morton grófnéja lett.
A harmadik húga, Eleonóra 1449. február 12-én ment feleségül Zsigmond osztrák főherceghez és Tirol grófjához. Házasságuk nagyon hosszú ideig gyermektelen maradt, majd 1480 novemberében a 40-es éveiben járó főhercegné fiút szült. Wolfgang 1480-ban röviddel a születése után meghalt. Nem sokkal gyermeke világra hozatala után Eleonóra is elhalálozott. 
A negyedik húga, Mária (–1465) Wolfert van Borselen németalföldi helytartónak, Franciaország marsalljának a felesége lett.
A legkisebb húgát, Annabellát Savoyai Lajos herceggel, I. Lajos savoyai herceg és Lusignan Anna ciprusi királyi hercegnő másodszülött fiával jegyezték el. A házassági szerződést Lajos és Annabella között 1444. december 14-én kötötték meg. A savoyai–skót házasságot 1447. december 17-én kötötték meg, de Annabella csak 1455-ben utazott el a savoyai udvarba, a házasságukat azonban politikai okokból 1458-ban semmissé nyilvánították. Annabella Johanna nővérével együtt visszatért Skóciába, ahol 1459. március 10-én feleségül ment George Gordonhoz, Huntly későbbi grófjához.
Margit röviddel a Franciaországba érkezése után 1436. június 25-én Tours-ban feleségül ment Valois Lajos francia trónörököshöz, bár még egyikük sem töltötte be az egyházi jog szerint előírt házasulandó kort. Margit esetében csak félévvel korábban, a szükséges 12. életéve előtt, míg Lajos esetében 13 hónappal a fiúk számára előírt 14. életéve előtt került sor a szertartásra. A házasság az angolok ellen létrejött francia–skót ősi szövetség (auld alliance) jegyében köttetett, de kilenc évvel később gyermektelenül végződött Margit 21. születésnapja előtt négy hónappal bekövetkezett halálával anélkül, hogy Margitból francia királyné lehetett volna. A következő hasonló francia–skót frigy mintegy 100 évvel később, 1537-ben következett be V. Jakab skót király és I. Ferenc francia király lánya, Magdolna házasságával.